# Océanite du Cap-Vert
Hydrobates jabejabe
Espèce
Synonymes
- Oceanodroma jabejabe
- Thalassidroma jabejabe

L'Océanite du Cap-Vert (Hydrobates jabejabe anciennent Oceanodroma jabejabe) est une espèce d'oiseaux de la famille des Hydrobatidae. Elle était et est parfois encore considérée comme une sous-espèce de l'Océanite de Castro (H. castro), comme c'est aussi le cas de l'Océanite de Monteiro (H. monteiroi).